# Luke Cook
Luke Cook, né le 19 décembre 1986 à Sydney, est un acteur australien. Il est notamment connu du public pour son rôle de Lucifer Morningstar dans la série télévisée Les Nouvelles Aventures de Sabrina.

## Biographie
Il est originaire d'Inner West (en) à Sydney.

## Carrière
En 2015, il incarne Dorian Gray dans la série américaine Flynn Carson et les Nouveaux Aventuriers.
De 2019 à 2020, il interprète Lucifer Morningstar (sous sa forme angélique) dans la deuxième saison de la série Les Nouvelles Aventures de Sabrina disponible sur Netflix.
Il est également apparu dans plusieurs autres films et séries tels que Murder, Modern Family, le jeu vidéo Star Wars Jedi: Fallen Order et beaucoup plus encore. De plus, Luke Cook a en entre autres écrit un épisode de l'émission Zach & Dennis : How It All Began.

## Filmographie

### Cinéma
- 2004 : The Graffiti Artist de James Bolton : un garçon au skatepark
- 2015 : Always Worthy de Marianna Palka : Jake Slade
- 2017 : Les Gardiens de la Galaxie Vol. 2 (Guardians of the Galaxy Vol. 2) de James Gunn : un ennemi de Zylak
- 2020 : How Do You Know Chris? d'Ashley Harris : Chris

### Télévision

#### Téléfilms
- 2015 : Ur in Analysis de Bernie Gewissler : Rick
- 2016 : Intricate Vengeance de Mark Gantt : Oliver Sten
- 2016 : Dope Boys de Vikram Chacko : DJ Schwag

#### Séries télévisées
- 2010 : Cops LAC : Brandon (saison 1, épisode 2)
- 2013 : Soccer Moms : Chadwick (saison 1, épisode 5)
- 2014 : Seeing Past It : Danny (saison 1, épisode 4)
- 2014 : Mystery Girls : Seth (saison 1, épisode 8)
- 2015 : Baby Daddy : Ian (saison 4, épisode 15)
- 2015 : Faking It : Daniel (saison 2, épisodes 11 et 12)
- 2015 : Rules of Engagement : Harris (saison 2, épisode 32)
- 2015 : Flynn Carson et les Nouveaux Aventuriers (The Librarians) : Dorian Gray (saison 2, épisode 7)
- 2016 : Modern Family : Cliff (saison 7, épisode 15)
- 2016 : Major Crimes : Joey Bowie (saison 5, épisode 9)
- 2016 : The Candidate : Donald Trump (rôle principal, 3 épisodes)
- 2016 : Zach & Dennis: How It All Began : Luke (rôle récurrent, 8 épisodes)
- 2018 : Murder (How to Get Away with Murder) : Leon (saison 4, épisode 11)
- 2019-2020 : Les Nouvelles Aventures de Sabrina (Chilling Adventures of Sabrina) : Satan / Lucifer Morningstar (12 épisodes) / Salem Saberhagen (voix ; saison 2, épisode 15)
- 2020 : Katy Keene : Guy LaMontagne (rôle récurrent, 8 épisodes)
- 2021 : Dynastie (Dynasty) : Oliver (rôle récurrent, saison 4)
- 2021 : S.W.A.T. : A.J. (2 épisodes)
- 2022 : Dollface : Fender (4 épisodes)

### Doublage de jeux vidéo
- 2018 : Daemon 9 : le présentateur #1
- 2019 : Star Wars Jedi: Fallen Order : Sorc Tormo